# Ozleworth
Ozleworth – wieś w Anglii, w hrabstwie Gloucestershire, w dystrykcie Cotswold. Leży 26 km na południe od miasta Gloucester i 152 km na zachód od Londynu.